# Latona (Schiff)
Die Latona war ein Frachtschiff der Reederei D. G. „Neptun“ aus Bremen, das im Zweiten Weltkrieg von der Kriegsmarine requiriert und zunächst zum Lazarettschiff umgebaut, dann aber als Navigations-Schulschiff eingesetzt wurde. Nach Kriegsende wurde sie als Wohnschiff des britischen Militärstabs in Kiel genutzt, 1948 an die D. G. „Neptun“ zurückgegeben und schließlich 1962 abgewrackt.

## Bau und technische Daten
Das Motorschiff lief am 15. März 1937 bei der Schiffbau-Gesellschaft „Unterweser“ in Wesermünde mit der Baunummer 258 vom Stapel und erhielt den Namen Latona. Es war 76,15 m lang und 10,57 m breit, hatte 4,08 m Tiefgang und war mit 1126 BRT vermessen. Zwei Sechszylinder-Viertakt-Schiffsdiesel von MAN mit zusammen 1020 PS ermöglichten über zwei Schrauben eine Marschgeschwindigkeit von 12 Knoten.

## Laufbahn

### Vorkriegszeit
Das für den Rhein-See-Verkehr konzipierte Schiff wurde nach erfolgreicher Probefahrt am 16. Mai 1937 in Dienst gestellt und machte mehrere Reisen im Rhein-See-Verkehr und nach Portugal und Spanien. Von seiner letzten Vorkriegsreise kehrte es am 31. August 1939 nach Hamburg zurück.

### Zweiter Weltkrieg
Im Juni 1940 wurde die Latona von der Kriegsmarine erfasst und in Vorbereitung für das Unternehmen Seelöwe, die geplante Invasion Englands, beim Bremer Vulkan zum Lazarettschiff mit 103 Betten umgebaut und am 3. September 1940 als solches in Dienst gestellt. Als dieses Unternehmen im Spätherbst 1940 stillschweigend aufgegeben wurde, wurde die Latona am 16. November 1940 wieder außer Dienst gestellt. Sie wurde danach auf der Köhlbrandwerft in Hamburg zum Navigations-Schulschiff umgebaut, in Nautik umbenannt und am 26. Februar 1942 der Navigationsschule in Gotenhafen zugewiesen.
Beim deutschen Rückzug von der umkämpften Insel Saaremaa (deutsch: Ösel) im Oktober 1944 wurde die Nautik zur Evakuierung estnischer Flüchtlinge eingesetzt. Sie und ihr Schwesterschiff Nordstern liefen am 3. Oktober Kuressaare an, wo sie jeweils mehr als 600 Flüchtlinge, mehrheitlich Frauen und Kinder, aufnahmen. Am 4. Oktober liefen sie nach Windau, wo eine kleinere Anzahl lettischer Flüchtlinge sowie sowjetischer Kriegsgefangene an Bord kamen. Am Abend des 5. Oktober liefen sie mit einem Begleitschiff der Kriegsmarine von dort aus, um nach Memel zu fahren. Bei der Weiterfahrt nach Gotenhafen am 6. Oktober erhielt die Nordstern um 10:05 Uhr westlich von Memel zwei Torpedotreffer mittschiffs, abgeschossen vom sowjetischen U-Boot ShCh-407. Das Schiff brach in zwei Teile und sank innerhalb von weniger als fünf Minuten. Die Nautik stoppte, wich dabei zwei auf sie abgeschossenen Torpedos aus und rettete eine Anzahl Überlebender, aber mehr als 500 Menschen kamen ums Leben. Auch bei der Räumung der Stadt Memel im Spätsommer 1944 machte die Nautik zwei Reisen mit evakuierten Zivilisten.
Die Lehrgänge an der Navigationsschule in Gotenhafen wurden im Januar 1945 eingestellt, und die Nautik war von Januar bis Mai 1945 bei der Evakuierung von deutschen Verwundeten und Flüchtlingen von Gotenhafen und Hela nach Westen beteiligt. Ihre letzte Evakuierungsfahrt ging am 6. Mai von Hela nach Kopenhagen. Dabei wurde sie von dem Minensuchboot M 453 (Minensuchboot 1940, 775 t) und dem Vorpostenboot V 303 begleitet, und die drei Schiffe brachten dabei insgesamt 2700 Menschen nach Westen.

### Besatzungsjahre
Die Nautik wurde nach Kriegsende 1945 in Kiel von der britischen Armee beschlagnahmt, dann von der Tripartite Merchant Marine Commission (TMMC) Großbritannien zugesprochen und ab 12. August 1945 als Wohnschiff des britischen Truppenstabs in Kiel genutzt.

### Nachkriegszeit
Am 12. Juni 1948 wurde das Schiff an seine Vorkriegseigner, die D.G. Neptun, zurückgegeben. Diese nannte es wieder Latona und ließ es ab dem 14. August 1948 bei der Seebeck-Werft in Bremerhaven zum Stückgutfrachter rückbauen und totalüberholen. Nach erfolgreicher Probefahrt vom 9. bis zum 12. November 1948 wurde die Latona ab 1. Dezember 1948 wieder im Liniendienst nach Portugal und Spanien eingesetzt. Im Sommer 1954 wurde das Schiff an die Hamburg-Chicago-Linie verchartert und verkehrte dann von Europa über Québec, Montreal und den Sankt-Lorenz-Strom in die Großen Seen, wo kanadische und US-amerikanische Häfen bis Chicago und Duluth angelaufen wurden. Ab Ende der 1950er Jahre wurde das Schiff wieder im Liniendienst nach Portugal und Spanien eingesetzt.
Am 10. Januar 1962 wurde die Latona zum Abbruch verkauft. Sie kam am 1. Februar bei der als Abwrackwerft betriebenen Wasserbau- und Travewerft Rudolf Harmstorf GmbH in Lübeck an, wo das Abwracken im März begann.